# نديمة المنقاري
نديمة المنقاري (من مواليد 1904 وتوفيت عام 1992) ولدت في مدينة حلب، سوريا. تلقت تعليمها الابتدائي بمدارس العهد العثماني وتخرجت في دار المعلمات عام 1926. تُعد نديمة صاحبة أول مجلة نسائية قي سوريا "مُجلد المرأة"، والتي أصدرتها في مدينة حماة عام 1930 ومن ثم تم نقل مقر المجلة إلى العاصمة دمشق.